# Valle de Valdosín
El valle de Valdosín es un paraje natural en la montaña oriental leonesa, en el límite con Asturias (España), en la vertiente sur del puerto de Ventaniella, y perteneciente en su mayor parte al municipio de Burón, siendo La Uña el pueblo más cercano.

## Toponimia
Algunos autores piensan que el origen del nombre de Valdosín procedería de Val-del-oso o valle del oso, con el diminutivo habitual en León y Asturias, dando lugar a Valdosín. Para otros tendría una etimología latina como Val del Lausín o del Llosín, lo que significaría valle del prado cerrado.

## Geografía

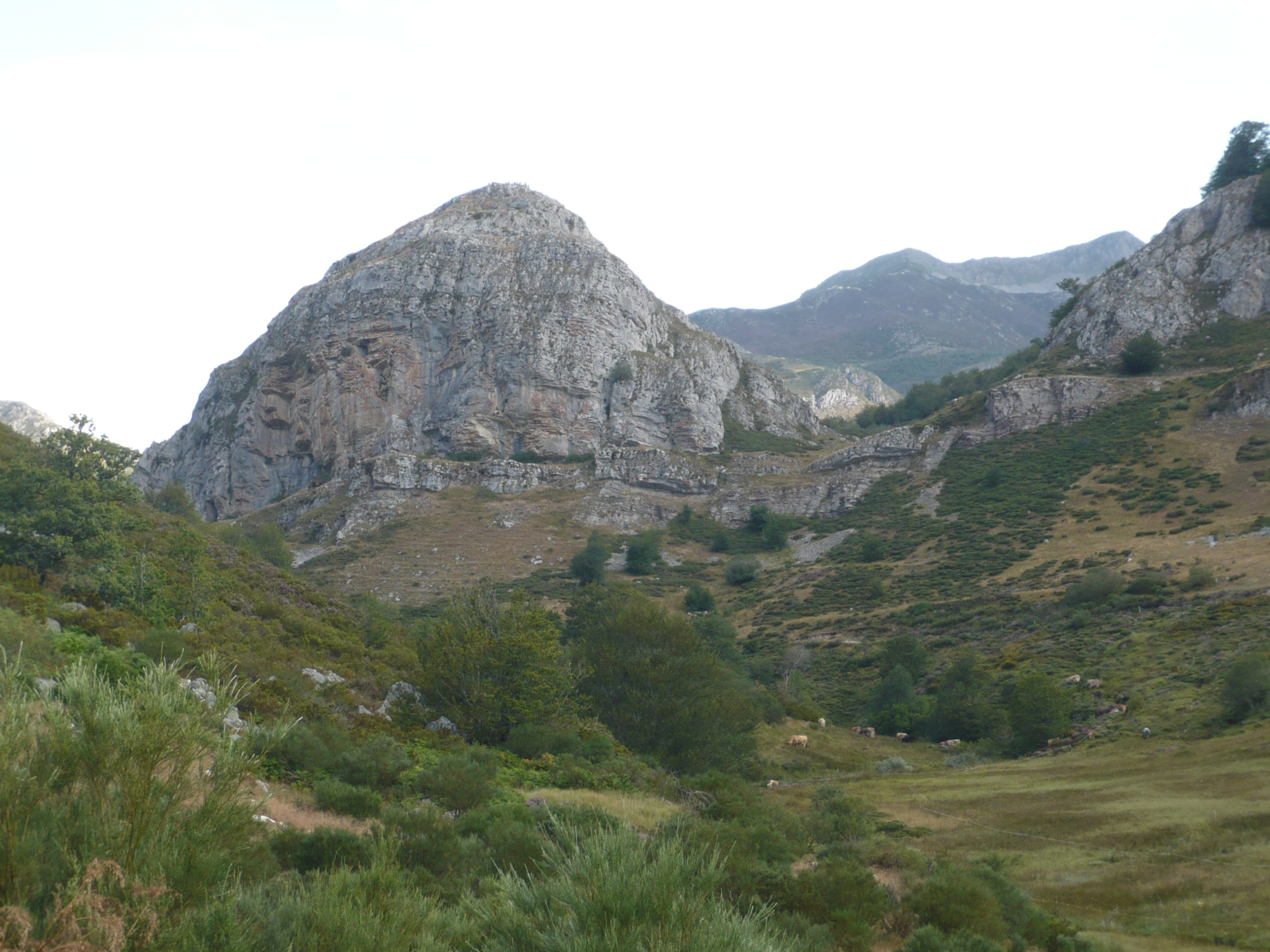
Peña Castiello, la puerta de Valdosín

El valle de Valdosín se encuentra enclavado en la Cordillera Cantábrica, dentro del Parque Regional de los Picos de Europa y perteneciente a la Reserva Regional de Caza de Riaño.
Se puede acceder al valle, partiendo de La Uña, por la carretera  CL-635 , en dirección al puerto de Tarna, cruzando el río Esla por el puente situado a la altura de la fuente de la Turriente, o un kilómetro aproximadamente más adelante, a la altura del área de los Carbellares, atravesando los prados de la Vega de San Miguel, en cuya parte baja confluyen el arroyo de Riosol y el Esla, y siguiendo las indicaciones de la ruta hacia Ventaniella -senda La Turriente-Ventaniella [PR LE-20]-, que tras cruzar el río por un pequeño puente, enlaza con el camino de tierra que lleva a Valdosín y Ventaniella. Se entra en el valle de Valdosín tras pasar una angostura entre la Peña Castiello y el río. Algo más difícil es el acceso desde La Uña, por la Horcada, la sierra del Cuende y puerto de la Horcada.

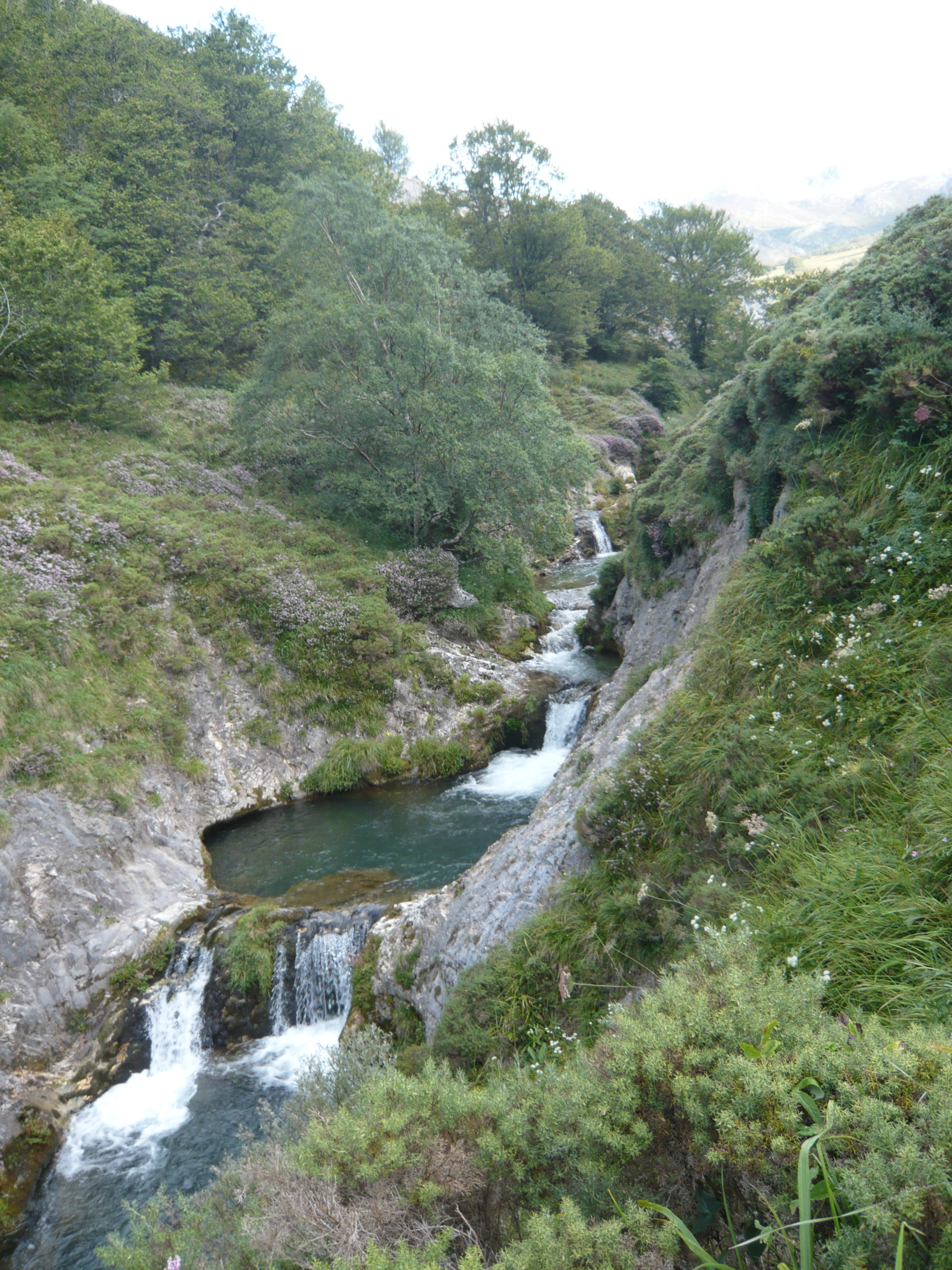
Pozas y cascadas a la salida del Esla de Valdosín

Tras pasar la peña Castiello se abre el valle de Valdosin, quedando delimitado por varias cumbres que rodean su contorno. Según se entra en el valle a la izquierda el cerro del Quiñón (1719 m), después el pico Cotalbo (1767 m), algo detrás el Abedular (1816 m), le siguen, de frente, la sierra de los Llobiles, con el pico Llobiles (1701 m), puerto de Ventaniella (1427 m), Les Pandes (1884 m), Pileñes (2019 m), Peña Ten (2142 m), Peña de las Corvas (1798 m), sierra del Cuende (1556 m) y cierra el contorno del valle la Peña Castiello (1352 m).
En el valle se encuentra el nacimiento del río Esla, en la fuente del Naranco, que mana abundantemente durante todo el año. El caudal se ve incrementado dentro del mismo valle por los arroyos procedentes de la majada de la Castellana, el arroyo del Puerto, el arroyo del Naranco, el arroyo del Valdosín y el arroyo de las Corvas, de modo que a la salida del valle, a la altura de la peña Castiello ya es un río poderoso, originando un pequeño desfiladero y unas hermosas pozas.
No existen poblaciones en el valle, encontrándose como edificaciones únicamente un corral para el ganado y las casetas de pastores de los pueblos.

## Historia

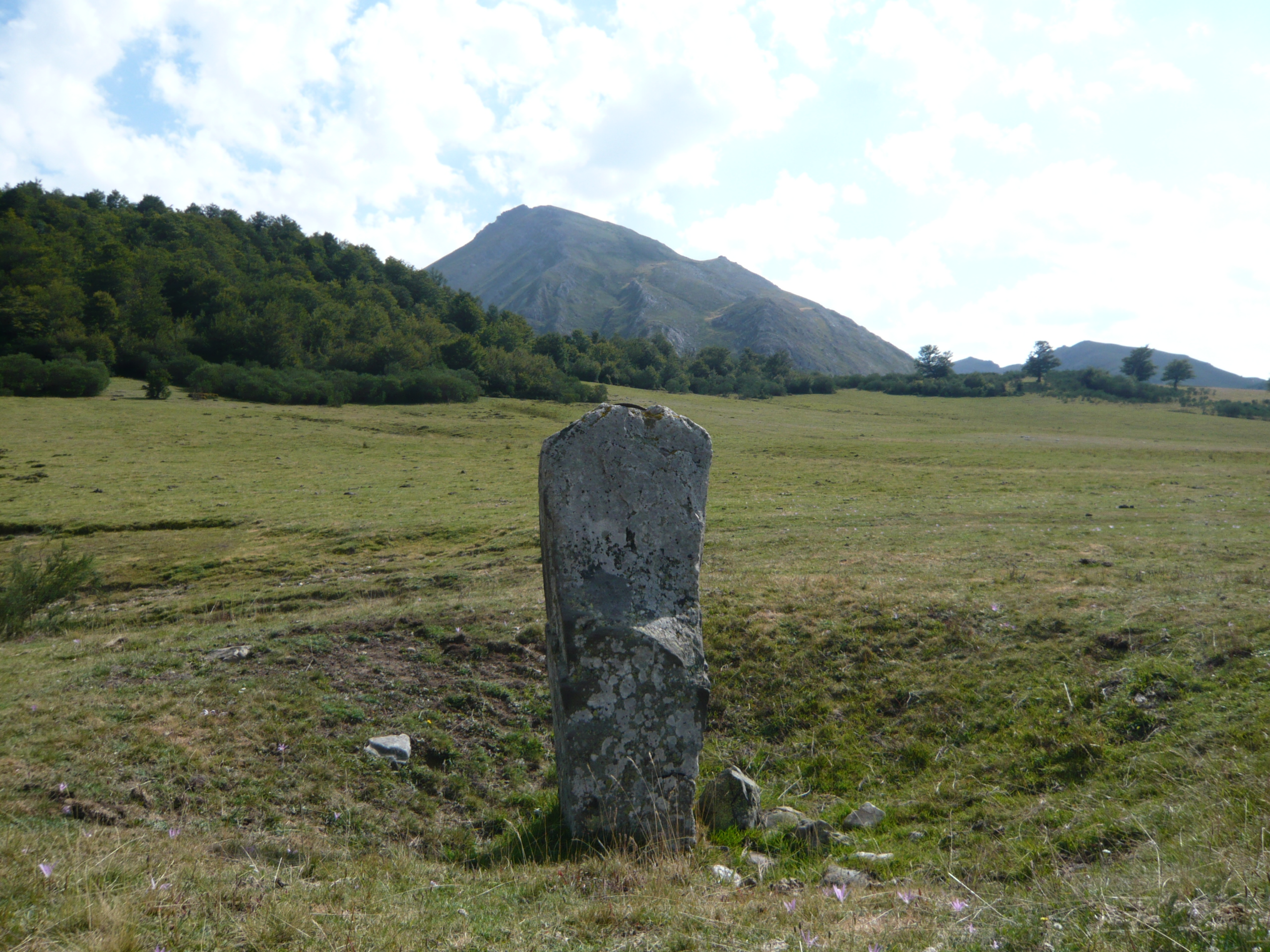
Megalito de La Uña

En Valdosín podemos encontrar restos prehistóricos, fundamentalmente el megalito de La Uña, único megalito inventariado en la provincia de León, así como restos arqueológicos menos referenciados en la zona del Cantil y en La Castellana.
Los romanos construyeron una calzada, para comunicar la zona de Riaño con la de Ponga, que pasaba por el puerto de Ventaniella, de la cual quedan restos en las bajadas del puerto hacia las dos vertientes. El camino a Ventaniella por el valle de Valdosín mantuvo su importancia durante el medievo, cuando era uno de los mejores pasos para atravesar la Cordillera Cantábrica.

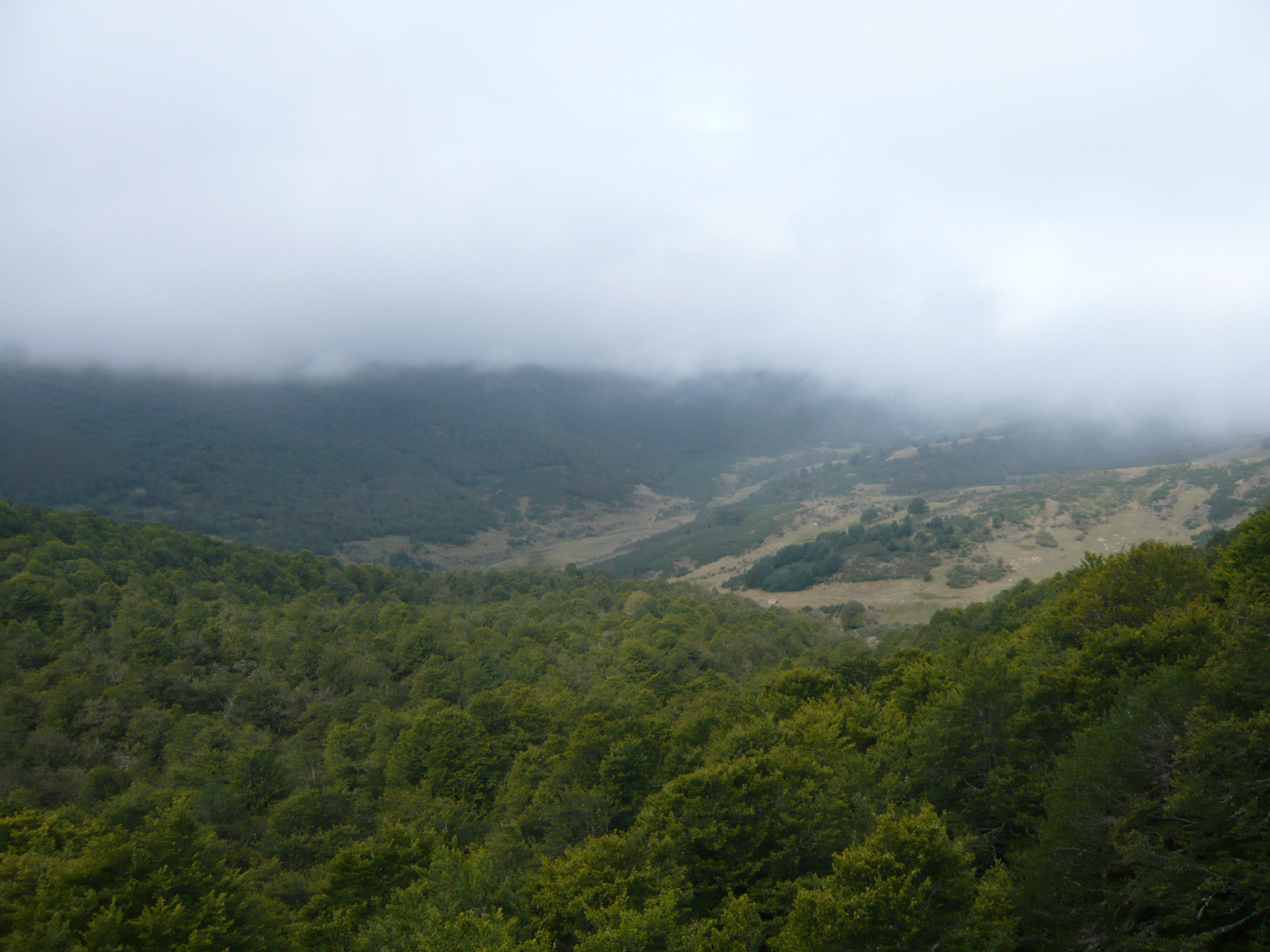
Metiéndose el cierzo en el valle de Valdosín

El aumento demográfico en la zona durante la época medieval llevó a una elevada presión sobre los bosques, con grandes talas de árboles para abrir nuevos pastos, sobre todo para las ganaderías trashumantes, así como para la venta de la madera y la construcción. Fueron siglos de abusos que terminaron con poner en peligro la riqueza forestal de la zona. La situación se hizo tan grave que el 9 de agosto de 1552, el propio emperador Carlos I dictó una provisión que obligaba a cada vecino de Valdeburón -merindad a la que pertenecían los pueblos propietarios del valle- a plantar doce árboles cada año, lo que probablemente ha contribuido a que se mantengan los bosques, al menos en parte, hasta la actualidad.
El valle de Valdosín, desde tiempos remotos, lo vienen disfrutando los pueblos de La Uña, Burón, Lario y Polvoredo. En el año 1645 el concejo de Burón y el pueblo de La Uña hicieron unas concordias para regular el aprovechamiento de los pastos y de la leña del valle, así como de los puertos de montaña para el ganado merino trashumante, acuerdos que para nuestro conocimiento no se han modificado desde entonces, salvo por la desaparición en el aprovechamiento del pueblo de Retuerto que aparecía en los documentos iniciales.

## Flora y Fauna

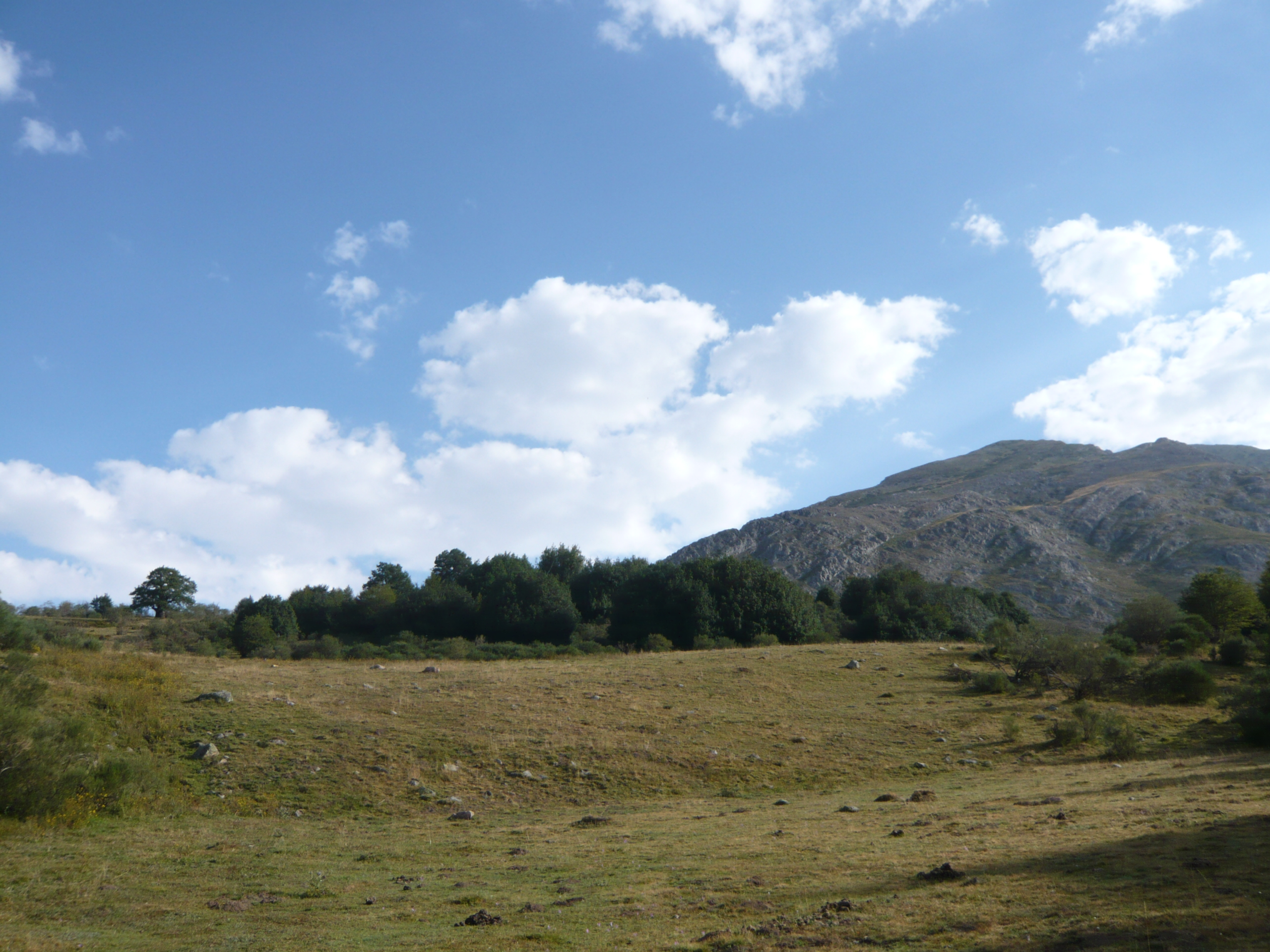
Acebal de Valdosín

Enclavado en plena Cordillera Cantábrica y en el parque Regional de los Picos de Europa, la flora y fauna es, en líneas generales, la de estos territorios calcáreos. En los valles y cubetas, vestigios del intenso glaciarismo que esculpió estas cumbres, y donde el suelo tiene profundidad, el pastizal, mantenido por el pastoreo, es bueno y apreciado para el pasto de vacas y yeguas. Ya en el piso subalpino, entre el roquedo, se observa un pastizal más ralo, adaptado a las duras condiciones ambientales, donde dominan las gramíneas, y que hace años era utilizado por las ovejas merinas, en los puertos de montaña de las Corvas, el Cantil o la Castellana.

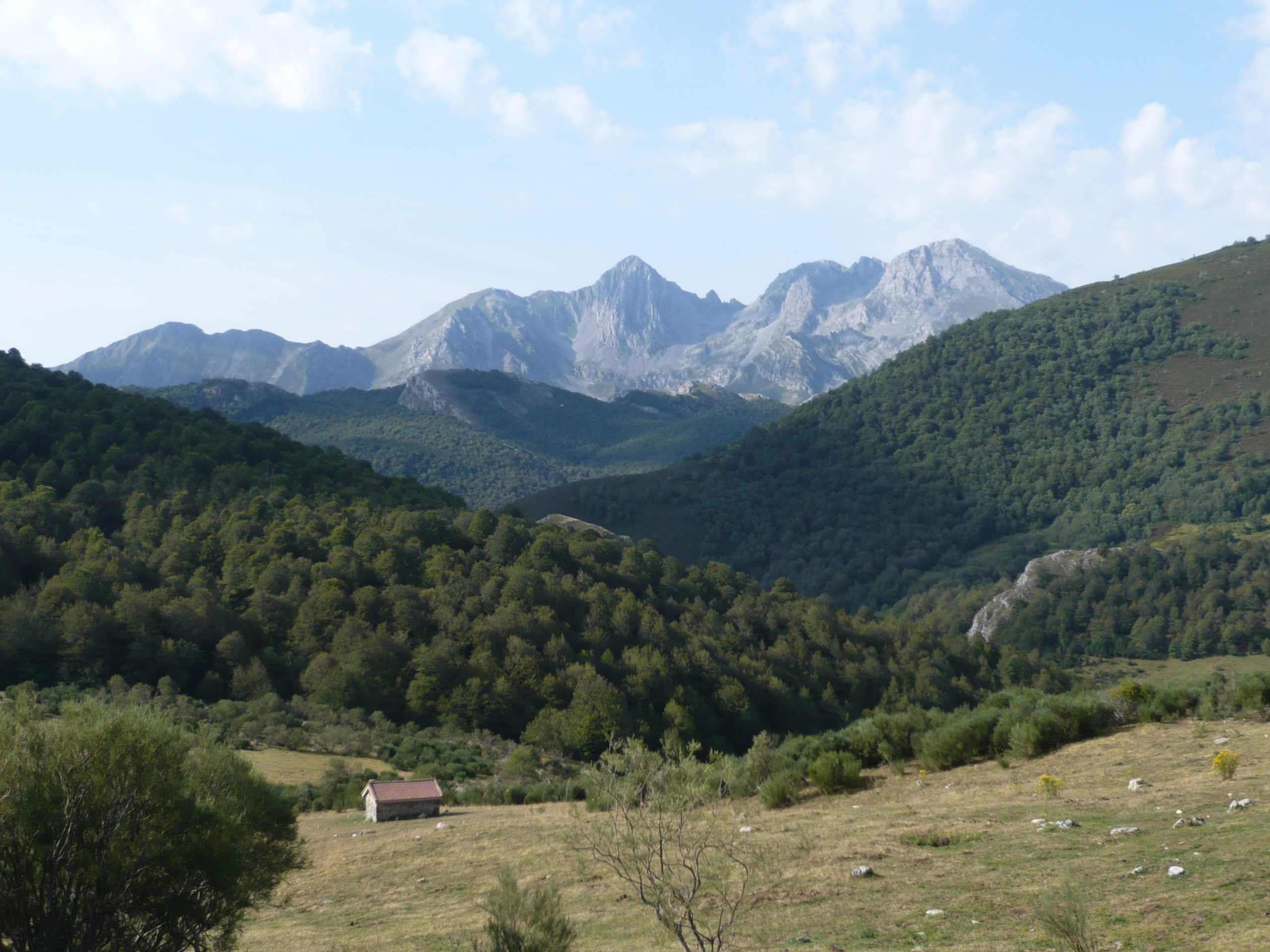
Majada de Polvoredo. Hayedos del Rebollar y del cerro del Quirón. Al fondo los picos de Mampodre

El bosque es fundamentalmente un hayedo, donde el haya se encuentra acompañada por acebos, robles, abedules, tejos, serbal de los cazadores y mostajos. Entre los pastizales y los roquedos se sitúa un matorral en el que dominan los piornos, acompañados por las escobas, de menor porte y por la urz blanca. El matorral típico de las zonas calcáreas está formado por aulagas espinosas, que forman bellas matas almohadilladas en primavera, cuando se cubren literalmente de flores amarillas, así como por brezos, enebros y, en los terrenos sin cal, las arandaneras.
La fauna viene representada por los corzos en las zonas bajeras y los rebecos en las peñas más altas, que no son difíciles de observar, y también se puede oír los gritos de amor y guerra -la berrea- de los venados en septiembre y primeros de octubre. Abundan también los jabalíes y es posible encontrar zorros, lobos y algún oso pardo. No en vano, el valle se denomina Valdosín, y tiene otros nombres significativos, como el valle de los Lobos, situado al fono del valle, y la sierra de los Llobiles -lobera o madriguera de lobos en bable-. Valdosín está dentro de la Reserva Regional de Caza de Riaño. Se pueden encontrar perdices y liebres de piornal, y también se puede ver con cierta facilidad el gato montés. También tienen su casa en el valle martas, garduñas, comadrejas –llamadas mostolillas en la zona-, armiños y ardillas-. En la zona hay una buena colonia de buitres leonados y se pueden encontrar diversas rapaces como águilas culebreras, halcones o alimoches. En la Peña Castiello hay una importante colonia de avión roquero y en el valle se pueden ver cuervos, cornejas, carboneros comunes, arrendajos, gorriones alpinos, acentor común y alpino y petirrojos entre otros.

## Lugares de interés en el valle

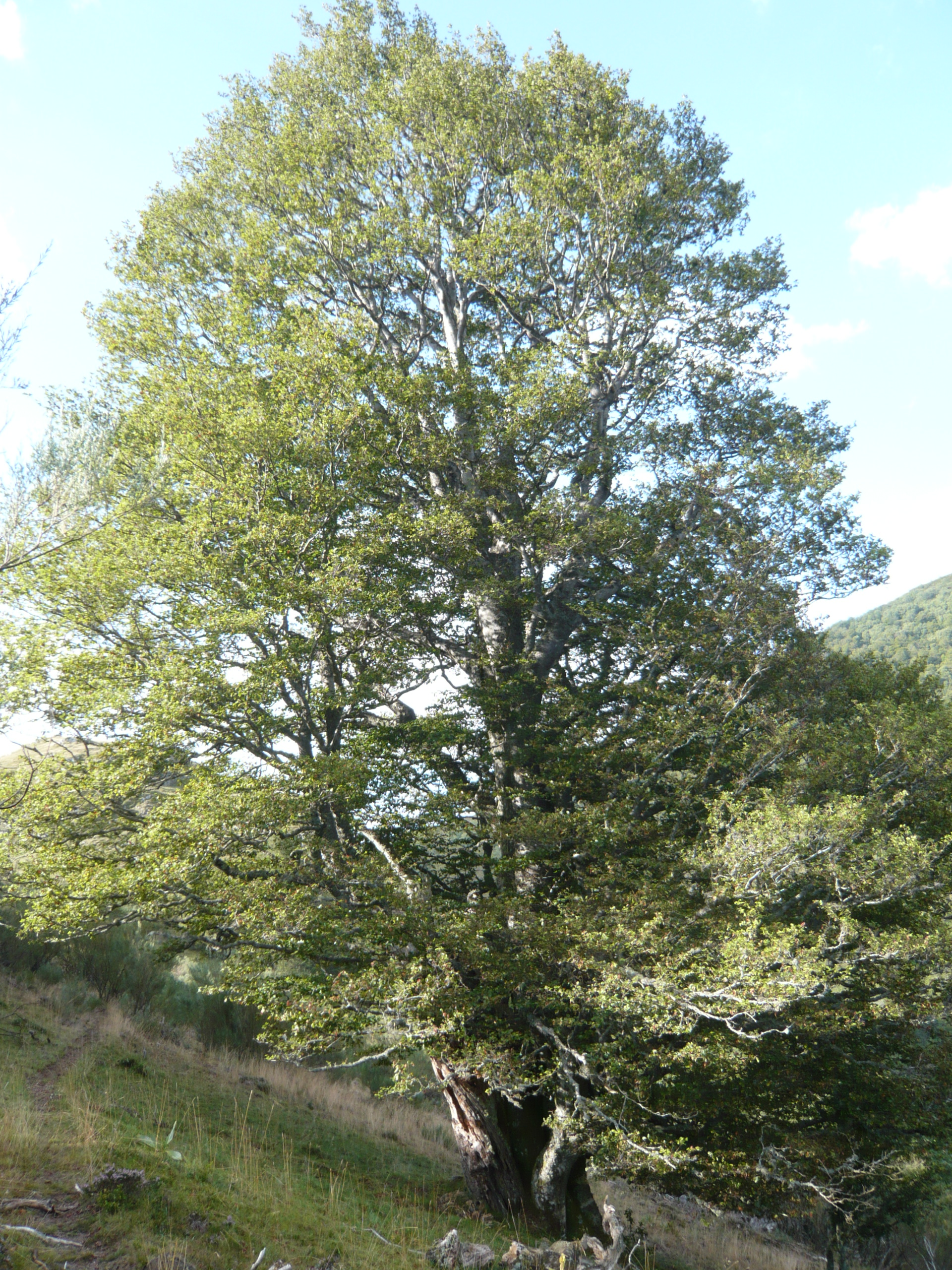
La Hayona de Valdosín

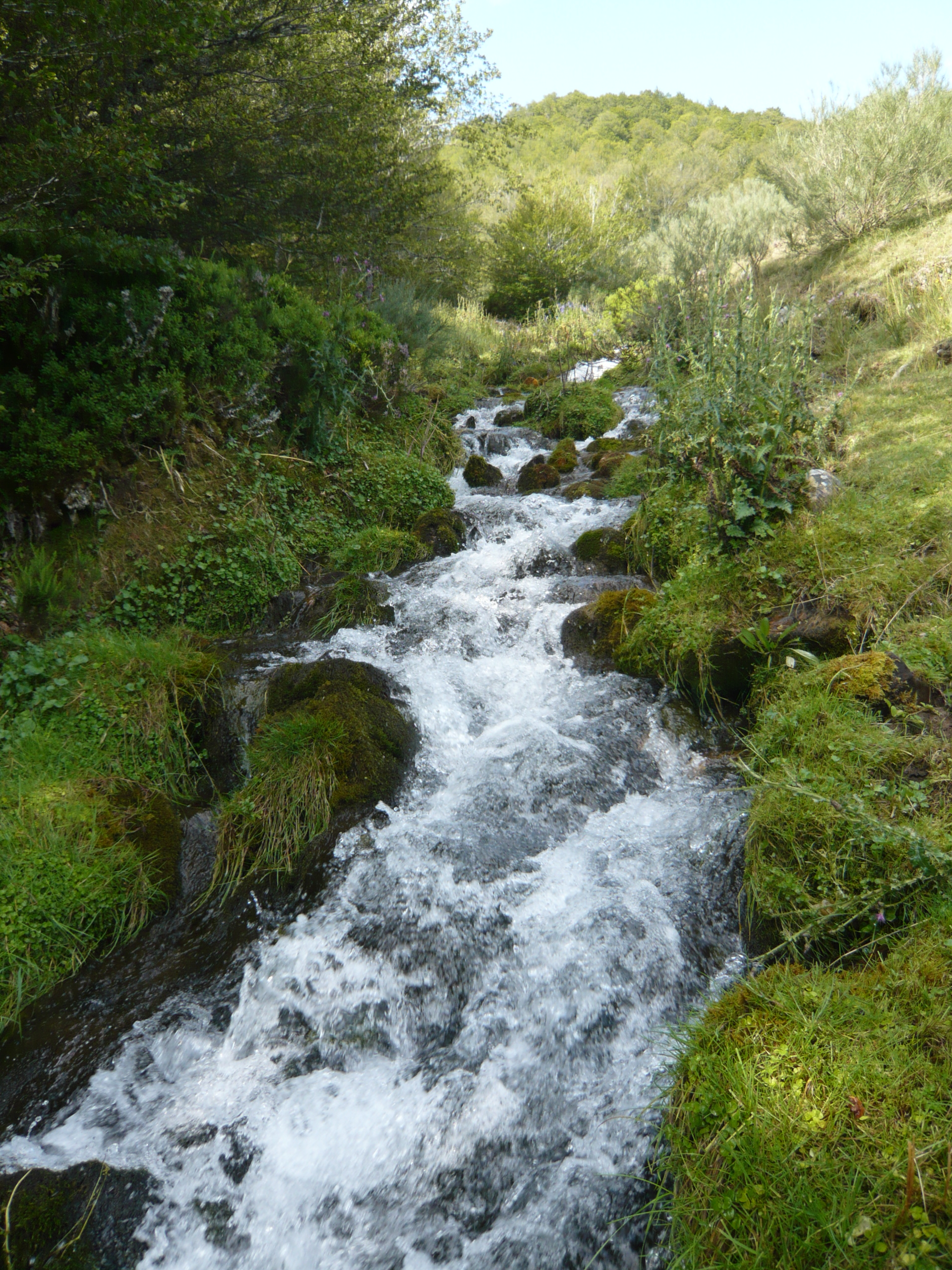
Nacimiento del Esla en la fuente del Naranco

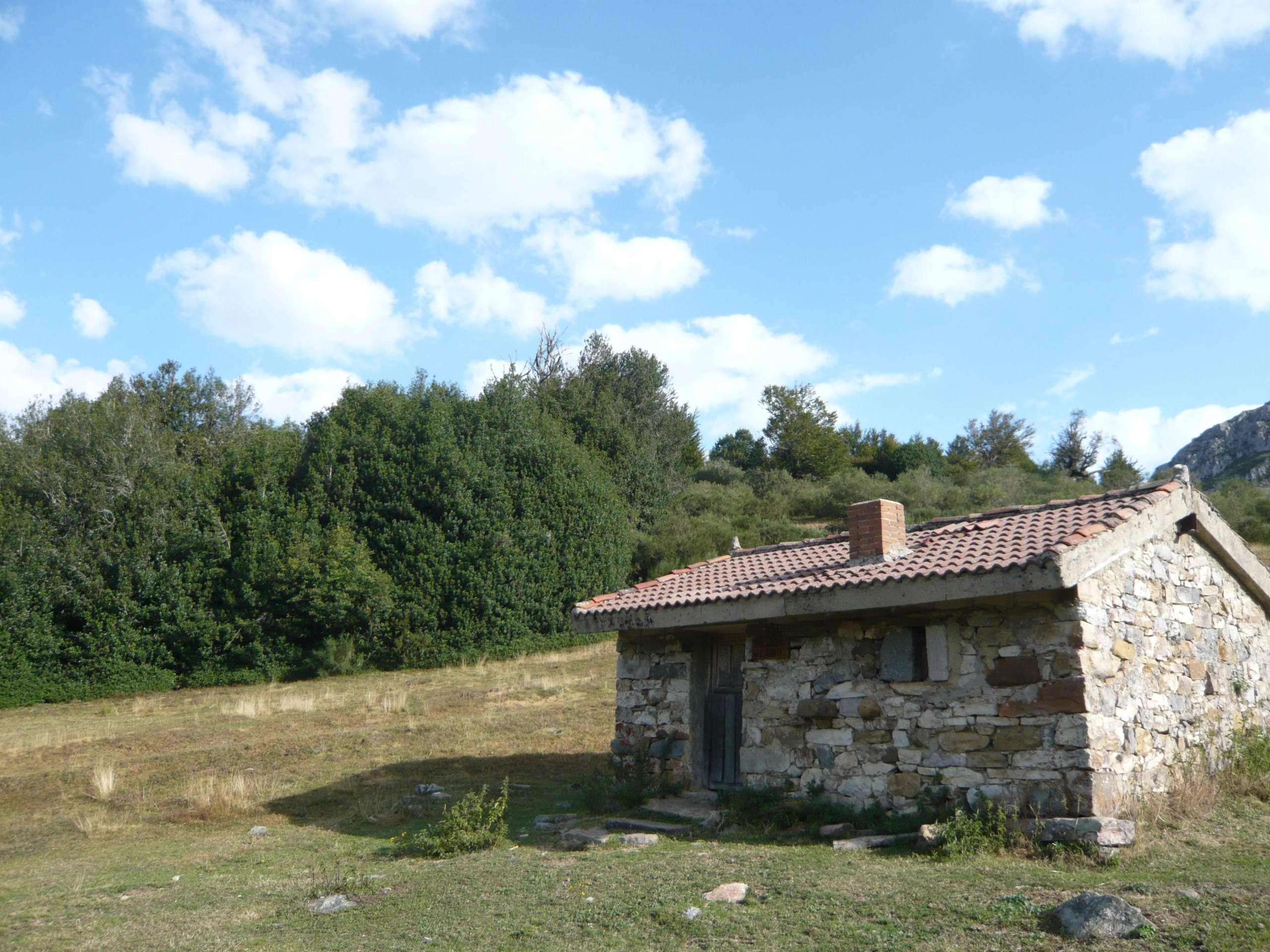
Majada de Lario y acebal

- Hayona de Valdosín: El haya singular de Valdosín está situado a la entrada del valle, en la ladera que hay a la derecha del camino, nada más pasar la Peña Castiello. Justo en ese punto encontraremos una señal que nos indica que tenemos el haya a nuestra derecha, a donde llegaremos subiendo un poco por la empinada ladera. Mide 23,5 m de altura y un perímetro de 6,30 m a 1,30 m de altura. Tiene el tronco muy ramificado desde la base. Presenta nudosidades por la pérdida de ramas antiguas. Está en un buen estado general de conservación. Se le calcula una edad superior a 200 años. Está considerada como un árbol singular de Castilla y León, radicando su singularidad en su tamaño y porte.[16] Tiene un panel informativo.
- Nacimiento del río Esla: Pese a que existen algunas controversias, histórica y tradicionalmente se considera a la fuente del Naranco en Valdosín como el nacimiento del río Esla,[14][17] y así aparece en los mapas oficiales y atlas,[4][18][19][20][21] así como en la cartografía digital tipo Google maps o ViaMichelin y en las señalizaciones viarias. Documentos medievales de los siglos XI y XII ya situaban el nacimiento del Esla en Valdeburón, en la zona de La Uña. En 1089, Domingo y su madre Flámula, donan a Sahagún un "monasterio situado en territorio de Riaño, en donde nace el Esla, que linda con Martín Díaz (o Martín Diez) y con la iglesia de San Cristóbal"… En 1110 el presbítero Domingo Vellitez, dona a Sahagún "sus heredades en tierra de Riaño; en San Cristóbal donde nace el Esla…[22] Los topónimos de Iglesia de San Cristóbal y Martín Díaz (o Martín Diez. Martín Diez era el submayordomo mayor del rey Alfonso VII de León y origen de la casa de Prado) en la montaña de Riaño se encuentran en La Uña, en la zona donde sale el camino hacia Valdosín; lo que parece indicar que hace ya más de 800 años al Esla se le reconocía un único nacimiento, en Valdosín, cerca de La Uña, del mismo modo que en la cartografía actual.
- Monumento megalítico de Valdosín: Ubicado al fondo de dicho valle y conocido también en la zona como el mojón de Piedrahíta. Es un megalito que sobresale del suelo 180 cm, situado en una depresión circular del terreno de unos 8 metros de diámetro. Se trata de un menhir, probablemente con finalidad de funeraria, levantado entre los años 4000-2500 a. C. (períodos Neolítico y Calcolítico).[23][24] Hay autores que sugieren que el megalito, con su aspecto ungulado, pudiera ser el origen del nombre del pueblo de La Uña.[25]
- Acebal de Valdosin: Poco después de entrar en Valdosín, pasado el arroyo de las Corvas, tras un subida algo pronunciada, se encuentra el acebal de Valdosín. Está formado por corros de acebos de gran desarrollo, con alturas de 10 a 14 m y diámetros de más de 70 cm. Los acebos se agrupan formando grandes matas que contienen hasta 60 y 90 pies arbóreos cada una y que de lejos aparentan ser un solo acebo debido al compacto y denso follaje, que llega hasta el suelo. En el interior de estas densas agrupaciones hay espacios muy amplios -una de ellas recibe popularmente el nombre de "el salón"-, con el suelo limpio de vegetación, aunque cubierto de hojarasca o de estiércol. En estas matas, el ganado vacuno y caballar, y la caza, descansan y se guarecen de las inclemencias del tiempo, como si fuese un establo bien aislado, con coberturas exteriores a modo de puertas por donde entra y sale. La temperatura dentro del acebal supera en 2-3 grados a la reinante en el exterior, además el denso follaje supone un buen amparo contra el viento y la nieve[14] Entre los acebos hay una pradera corta muy pastoreada pero densa. En los países de influencia céltica, el acebo ha tenido un destacado papel en la relación del hombre con la naturaleza, siendo muy apreciada su madera para fabricar piezas menores de uso artesanal y agrícola, además de apreciado combustible por su elevado poder calorífico, por lo que se favorecieron sus plantaciones.[26]
- Casetas de pastores de los pueblos: En las inmediaciones del acebal, cerca del arroyo que baja de las Corvas se encuentra la cabaña de Lario. Algo más arriba, hacia el Cantil, está situada la caseta de Polvoredo. Un poco más distante y más oculta está la caseta de La Uña. Para encontrarla hay que pasar al otro lado del arroyo de las Corvas y subir en dirección al puerto de la Horcada, encontrándose a media altura, donde se inicia el hayedo del monte del Rebollar. La caseta de Burón está distante de las otras, al fondo del valle, sobre una loma, después de pasar el establo grande para el ganado, situado en la zona media del valle, donde se inicia la subida al puerto de Ventaniella. Todas ellas tienen un camastro de madera y un hogar y pueden servir para cobijarse en caso de necesidad.

## Rutas desde Valdosín

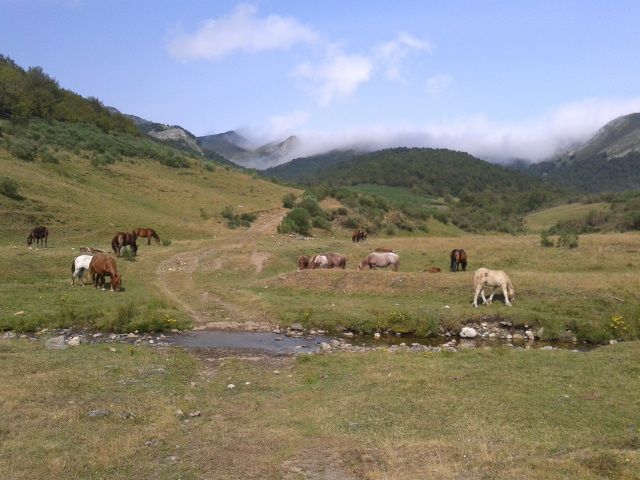
Salida de la pista hacia el Valle de los Lobos en Valdosín

- Puerto de Ventaniella: Desde Valdosín se sube con facilidad al puerto de Ventaniella (1427 m). La subida al puerto comienza detrás del corral del ganado situado en el centro del valle, siguiendo la ruta marcada por el PR LE-20, que cruza unos metros más adelante el arroyo procedente de la Castellana.[4] En una ladera, en la cuesta de Gavanza, ya cerca del alto del puerto, se encuentra una lápida en recuerdo de Josefa Ibáñez Valdeón, muerta arrecida de frío -hipotermia- el 1 de noviembre de 1920, cuando volvía de comprar una cría de cerdo en la feria de ganados de San Juan de Beleño -Ponga-. Desde el alto del puerto se puede ir a la zona de la Salguerosa famosa por sus arandaneras y bajar al caserío de Ventaniella, por una ruta inolvidable.
- Ascensión a Peña Ten: Desde Valdosín se puede ascender a la Peña Ten (2142 m) por varias rutas. Una posibilidad es subir directamente desde el Cantil; algo más suave es ir subiendo por los caminos de ganado cercanos al arroyo de La Castellana, hasta llegar a la collada del Cardal o de las Arriondas (1755 m), entre la peña Ten y Pileñes, y desde allí a la cumbre.[27] También es posible subir por el arroyo de las Corvas hasta las proximidades del puerto de la Fonfría y desde allí acceder a las primeras cimas de Las Corvas y cresteando llegar hasta la cumbre.[14][28]
- El Abedular y la sierra de Llobiles: Se trata de un recorrido por el Abedular (1816 m) y su prolongación hasta el puerto de Ventaniella por la sierra de Llobiles. Parte del establo existente en la zona media del valle de Valdosín, desde donde parte una pista que cruza el arroyo de Valdosín, que cursa a lo largo del valle, y sigue por la margen derecha de dicho arroyo. La pista discurre por un hayedo durante dos km, hasta acabar en un claro. Se sigue después el mismo rumbo hacia poniente, primero por el bosque y después por terreno abierto hasta un collado (1648 m) para pasar al pico Cotalbo (1767 m) y después al Abedular (1816 m) por el collado que existe entre ambos. Hay que volver de nuevo al Cotalbo y se sigue por la cuerda de la sierra pasando por el pico Llobiles (1701 m), para seguir después rodeando por el sur de esta cima, porque la ladera oriental es muy abrupta, y pasar al Llobil bajero (1631 m), Llobil cimero (1675 m) y Piedrahíta (1628 m), bajando finalmente al alto del puerto de Ventaniella en la zona leonesa, unos 300 metros antes del límite con Asturias.[14]
- La Cañada Real Leonesa Oriental: Vía pecuaria que comienza en las montañas de Riaño y acaba en la provincia de Badajoz, ya casi en el límite con la de Huelva, en lo que era la antigua provincia de la orden de Santiago de León, después de 750 km, que recorrían dos veces al año los pastores leoneses con los rebaños. Tradicionalmente se considera a los valles de Valdosin y Riosol como el inicio de la Cañada Real Leonesa Oriental. El ramal que comienza en los puertos de montaña de la zona de Valdosín -el Cantil, la Castellana, Las Corvas- pasa por el puerto de la Horcada de La Uña, y por el lugar de La Corra, baja al pueblo de Polvoredo, y desde allí a Lario, donde confluye con el ramal que procede de la zona de Maraña y Acebedo.[29]

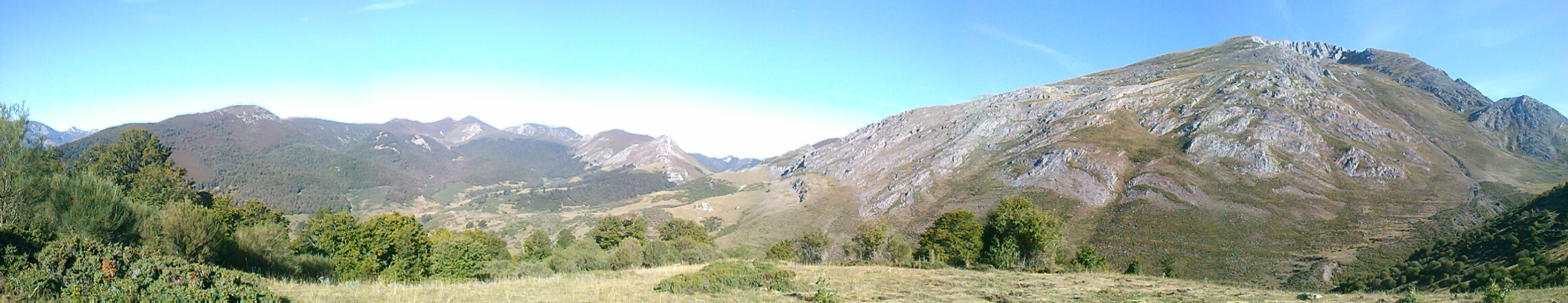
Panorámica del Valle de Valdosín desde la zona de la majada de La Uña